# Abraxas nepalilluminata
Abraxas nepalilluminata är en fjärilsart som beskrevs av Inoue 1970. Abraxas nepalilluminata ingår i släktet Abraxas och familjen mätare. Inga underarter finns listade i Catalogue of Life.